# 魏圣美
魏圣美（英語：Michelle Wie，1989年10月11日—）是韓裔美國人，出生于夏威夷火奴鲁鲁，美国职业高尔夫球球员。
魏圣美4岁起学习高尔夫球。她是取得美国职业高尔夫球协会锦标赛（15岁）和美国女子职业高尔夫球协会锦标赛（14岁）参赛资格最年轻的球员。她在2005年10月5日16岁生日前夕宣布成为职业选手。她与Nike及索尼公司的赞助合同金额估计达每年一千万美元以上。2019年《福布斯》統計收入最高的女運動員，魏圣美以年收入530萬美元，排名第15名。
她身高6英尺1英寸（1.85），开球有力，推球进洞的能力稍弱。她极受媒体重视，每次比赛都有大量记者和支持她的观众围观。

## 早年生活
魏聖美於夏威夷出生，為1980年代韓裔移民的後代。魏聖美是家中獨女，父親是夏威夷大學教授，母親於韓國曾經參加選美，是韓國1985年女子業餘高爾夫球比賽冠軍。她的祖父亦是首爾大學的名譽教授。魏聖美於出生時擁有雙重國籍，她在2013年2月宣佈放棄韓國國籍。
魏聖美2007年6月畢業於普納荷學校後，在同年9月於史丹佛大學開始大學生活，但由於她已經是職業高爾夫球手，所以根據國家大學體育協會規例，不符合加入大學球隊的資格。在學首3年她都只有出席秋冬兩季的課堂，餘下日子都需要請假準備及出席職業比賽。她2012年傳理系畢業，並於同年6月出席大學畢業典禮。

## 業餘時期（2000至2005年）
魏聖美4歲開始打球，於2000年以10歲之齡成為美國女子業餘公眾林克斯錦標賽年齡最小的入圍者。這紀錄直到8年後，才被同為夏威夷出身的艾里森·科普茲（Allisen Corpuz）打破。艾里森比魏聖美當年小5個月。魏聖美為該錦標賽年紀最小參賽者的紀錄，至2014年才被比她當年小1星期的香港移民後裔李億所破。
2001年，11歲的魏聖美贏得夏威夷州女子比桿賽（Hawaii State Women's Stroke Play Championship）和珍妮·威爾遜女士邀請賽（Jennie K. Wilson Women's Invitational）冠軍，當中珍妮·威爾遜女士邀請賽是夏威夷歷史最悠久而且最負盛名的業餘高爾夫球比賽。
2002年，她在夏威夷州公開賽女子組，以13桿的差距贏得冠軍。她亦成為年紀最輕入圍LPGA賽事的選手。她最終沒有拿到出賽資格，但她的紀錄一直保持至2007年，才被當時11歲的泰國籍選手艾莉雅·茱塔努岡所破。
2003年於卡夫納貝斯克錦標賽，她終於取得LPGA賽事的出賽資格，並刷新了LPGA賽事年紀最輕出賽者的紀錄。同年6月，她贏得美國女子業餘公眾林克斯錦標賽冠軍，成為贏得USGA成人賽事最年輕的選手（不論男女），及取得美國女子公開賽的入圍資格，她當年只有13歲。
2005年10月5日，在16歲生日的1星期之前，她宣佈轉打職業賽，並與Nike及索尼公司簽署金額估計達每年一千萬美元的贊助合同。

## 職業時期

### 成為LPGA會員之前（2005至2008年）
由於美國女子職業高爾夫協會規定其會員最低年齡為18歲，而魏聖美又沒有仿效摩根·普蕾索及宋雅莉等選手申請年齡豁免，所以她在成年之前只可以有限度參與LPGA賽事。
2006年，她成為繼朴世莉之後第二位出賽SK電訊公開賽（男子賽事）的女子，據報她的出賽酬金比該比賽的總獎金還要多。

### LPGA會員（2009年至今）
2009年11月15日，她在墨西哥的奧查婭邀請賽，以低標準桿13桿的成績，贏得個人第一個職業賽冠軍。同年12月，於歐洲女子巡迴賽賽季最後一場的迪拜女子大師賽奪亞，以低標準桿15桿的完成賽事，以3杆之差輸給金人卿。
2010年8月29日，她在加拿大女子公開賽以3杆的差距贏得職業生涯第二場賽事。兩星期後，她在沃爾瑪西北阿肯色錦標賽以1杆之微輸給台灣選手曾雅妮。
2014年4月19日，她在樂天LPGA錦標賽以兩杆的差距贏得職業生涯第三場賽事。她在最後一場之前還落後安吉拉·斯坦福4杆，最後一場以67杆的成績力壓安吉拉的73杆。
2014年6月22日，她在美國女子公開賽贏得職業生涯第四場賽事和首個四大賽的冠軍。這場比賽的冠軍，連同她在2014年卡夫納貝斯克錦標賽取得亞軍的成績，令她成為首屆勞力士安妮卡大賽榮譽獎的得獎者。同年，她亦獲ESPN選為「ESPNW's Impact 25」其中一人。

## 外部連結
- 官方网站
- 魏圣美在LPGA巡回赛官方网站